# Пляжі бувають і піщаними
«Пляжі бувають і піщаними» («Ir ten krantai smėlėti») — радянський художній фільм 1991 року, знятий режисером Альгімантасом Пуйпою на Литовській кіностудії та студії «Катарсіс» .

## Сюжет
За п'єсою Юозаса Апутіса. Драматична історія сільського лікаря та мешканців литовського села.

## У ролях
- Відас Петкявічюс — головна роль
- Вацловас Бледіс — Юозас
- Юрате Онайтіте — Жінка
- Альміра Грібаускайте — роль другого плану
- Костас Сморігінас — роль другого плану
- Баліс Бараускас — Шімяліс
- Едуардас Кунавічюс — Ієронімас
- Владас Сіпайтіс — роль другого плану
- Я. Акстінас — епізод
- Йонас Баканаускас — епізод
- Маріяна Білінскайте — епізод
- Юозас Гайдіс — епізод
- О. Коженецкіс — епізод
- Я. Крушас — епізод
- Генрікас Кураускас — епізод
- Ельжбета Лауцявічюте — епізод
- Р. Ляуданскайте — епізод
- Ванда Марчінскайте — епізод
- В. Птакас — епізод
- Арунас Сторпірштіс — епізод
- Адольфас Вечерскіс — епізод
- М. Волунгявічене]] — епізод
- Гражина Урбонайте — епізод

## Знімальна група
- Режисер — Альгімантас Пуйпа
- Сценарист — Альгімантас Пуйпа
- Оператори — Рімантас Юодвалькіс, Вітаутас Сурвіла
- Композитор — Юозас Ширвінскас
- Художник — Галюс Клічюс